# Dick Tärnström
Dick Tärnström (* 20. Januar 1975 in Sundbyberg) ist ein ehemaliger schwedischer Eishockeyspieler, der zuletzt bei AIK Solna in der Elitserien spielte.

## Karriere
Tärnström wurde von den New York Islanders in der 11. Runde beim NHL Entry Draft 1994 als insgesamt 272. Spieler ausgewählt. Er spielte noch bis 2001 bei AIK Solna, bis er den Sprung nach Nordamerika wagte.
Nach nur neun Spielen im Farmteam in der American Hockey League bei den Bridgeport Sound Tigers schaffte er den Sprung zu den Islanders, konnte sich durchsetzen und bekam sofort einen Stammplatz. Zur Saison 2002/03 wechselte er zu den Pittsburgh Penguins. Die Streiksaison verbrachte er in seiner Heimat Schweden bei Södertälje SK und kehrte anschließend zu den Penguins zurück. Im Laufe der Saison 2005/06 wechselte er zu den Edmonton Oilers und erreichte mit ihnen die Finalserie um den Stanley Cup.
Aus privaten Gründen wechselte er 2006/07 nach Europa und spielte beim Schweizer Eishockeyverein HC Lugano. Im Sommer 2007 kehrte er nach Edmonton zurück, wurde aber am 1. Februar 2008 weiter zu den Columbus Blue Jackets transferiert. Im Sommer 2008 kehrte er nach Schweden zurück und unterschrieb einen Vertrag beim schwedischen Zweitligisten AIK. In der Saison 2009/10 gelang mit der Mannschaft in der Kvalserien der Aufstieg in die Elitserien. Im Januar 2013 beendete er seine aktive Laufbahn aufgrund einer Rückenverletzung.

## Erfolge und Auszeichnungen
- 1994 Aufstieg in die Elitserien mit AIK Ishockey
- 2010 Aufstieg in die Elitserien mit AIK Ishockey

### International
- 1993 Goldmedaille bei der U18-Junioren-Europameisterschaft
- 1994 Silbermedaille bei der Junioren-Weltmeisterschaft
- 1995 Bronzemedaille bei der Junioren-Weltmeisterschaft
- 2003 Silbermedaille bei der Weltmeisterschaft
- 2004 All-Star-Team der Weltmeisterschaft
- 2004 Bester Verteidiger der Weltmeisterschaft
- 2004 Silbermedaille bei der Weltmeisterschaft
- 2009 Bronzemedaille bei der Weltmeisterschaft